# Petar Škundrić
Petar Škundrić (en serbe cyrillique : Петар Шкундрић ; né le 21 février 1947 à Gradačac) est un homme politique serbe. Il est membre du Parti socialiste de Serbie (SPS). Du 7 juillet 2008 au 14 mars 2011, il a été ministre des Mines et de l'Énergie dans le premier gouvernement de Mirko Cvetković.

## Biographie
Petar Škundrić sort diplômé de la Faculté de technologie et de métallurgie de l'université de Belgrade. Il est professeur dans cette faculté, ainsi que professeur honoraire à l'Université de technologie de Saint-Pétersbourg. 
Il est un des membres fondateurs du Parti socialiste de Serbie (SPS), dont il est également le secrétaire général. Il a été député de l'Assemblée nationale de Serbie-et-Monténégro. 

## Vie privée
Petar Škundrić est marié et père de deux enfants.